# E.m.
e.m. (ery muzułmańskiej) – skrót stosowany w języku polskim, oznaczający datę od początku ery muzułmańskiej, której początek wiązany jest z datą rozpoczęcia pielgrzymki Mahometa (hidżra) z Mekki do Medyny – 16 lipca 622.